# Młyn Hermanka w Poznaniu
Młyn Hermanka – zespół zabytkowych, ceglanych zabudowań dawnego młyna parowego w Poznaniu przy ul. Fabrycznej 22/23, na terenie przemysłowej części Wildy, w pobliżu linii kolejowych do Berlina i Wrocławia.

## Charakterystyka
Zespół zabudowań młynarskich z czerwonej cegły wzniesiono w 1895, z inicjatywy dwóch poznańskich przemysłowców – Rotholza i Lewina. Później przeszedł w ręce spółki akcyjnej Hermannmühlen, co dało asumpt dla potocznej nazwy. Zespół młynarski składał się z głównego pomieszczenia młyna, a także obiektów towarzyszących, takich jak: maszynownia, kotłownia, spichlerz, stajnia, portiernia, pomieszczenia socjalne, mieszkalne i kuchnia.
Z uwagi na małe zniszczenia wojenne (głównie wybite szyby), Hermanka podjęła pracę 21 lutego 1945, jako jedno z pierwszych przedsiębiorstw w Poznaniu po wyparciu Niemców. Załogę stanowiło 75 pracowników, w tym dziesięciu umysłowych. Kierownikiem był Aleksander Grantkowski. W pierwszym okresie młyn przerabiał sto ton zboża na dobę.
W 2003 część obiektów zespołu spłonęła, zachowała się część spichrzowa i kilka zabytkowych budynków. Reszta oczekuje (2016) na zagospodarowanie. Na oczyszczonym po pożarze terenie postawiono market sieci Lidl.
W pobliżu znajdują się inne ważne lub historyczne zabudowania wildeckie: Willa Brunona Hermanna, zajezdnia tramwajowa przy ulicy Madalińskiego, zakłady H. Cegielski – Poznań, kolonia robotników kolejowych, Ortopedyczno-Rehabilitacyjny Szpital Kliniczny nr 4 i neomodernistyczna galeria handlowa Green Point.